# Knut Leo Abrahamsen
Knut Leo Abrahamsen (né le 2 septembre 1962 à Alta) est un spécialiste du combiné nordique norvégien.
Champion du monde junior en 1982, son meilleur résultat est ensuite une troisième place lors d'une épreuve de Coupe du monde en 1988 à Bad Goisern. il participe aux Jeux olympiques de 1988 à Nagano, terminant vingt-sixième de l'épreuve individuelle.

## Palmarès
- Championnats du monde de junior de combiné nordique 1982 à Murau, Autriche:
  -  Médaille d'or en individuel.

- Coupe du monde
  - Meilleur classement général : 15e en 1988.
  - 1 podium.